# Gluconasturtina
Gluconasturtina (phenethylglucosinolato) es uno de los glucosinolatos de mayor distribución en las crucíferas, principalmente en las raíces, y es probablemente uno de los compuestos de plantas responsables de las propiedades inhibidoras de las plagas naturales de las crucíferas de cultivo, como la col, la mostaza o el nabo, en rotación con otros cultivos. Este efecto de la gluconasturtina es más probable debido a su degradación por la enzima de la planta mirosinasa en isotiocianato de fenetilo, que es tóxico para muchos organismos.
Gluconasturtina lleva el nombre de su aparición en el berro (Nasturtium officinale). Entre las verduras, también se encuentra en el rábano picante (Armoracia rusticana) junto con la sinigrina. Ambos compuestos provocan un acre sabor.
En una investigación de las raíces de rábano picante, la concentración sinigrina representaba el 83% y la gluconasturtina el 11% de los glucosinolatos extraídos.